# Русанов, Сергей Андреевич
Русанов Сергей Андреевич (1902—1988) — советский хирург, доктор медицинских наук. Член КПСС с 1942 года.

## Биография
Родился в семье земского врача-хирурга Андрея Гавриловича Русанова и Анны Андреевны Русановой (Плехановой). Русанов родился в Москве, но детство и юность проходили в Воронеже. С 1920 года работал лаборантом Воронежского губернского санитарно-бактериологического института. В 1925 году окончил медицинский факультет Воронежского университета. После Русанов прошел клиническую ординатуру под руководством своего отца. Затем работал хирургом в сельских больницах Воронежской губернии. В 1934 году работал в Ленинграде ассистентом клиники профессора Юстина Юлиановича Джанелидзе, а позже и профессора В. М. Назарова. В 1938—1958 годах был в рядах Вооруженных Сил. Тамон работал старшим ординатором Ленинградского окружного госпиталя, а также заместителем Главного хирурга Министерства обороны СССР.
После Великой Отечественной войны работал учёным секретарем, членом редколлегии БМЭ, а также заместителем заведующего Главной редакции БМЭ. В 1952 году получил степень доктора медицинских наук.
Участвовал в разработке научно-методических основ третьего издания Большой медицинской энциклопедии, Малой и Краткой медицинских энциклопедий, в подготовке к публикации сочинений Николая Ивановича Пирогова, Энциклопедического словаря медицинских терминов.
Русанов написал более 100 научных работ. Помимо многочисленных статей и книг по специальности, Сергей Андреевич написал повесть «Особая примета» и книга «Семьдесят лет охоты». Также писал стихи.
Охота была любимым хобби семьи Русанова. В апреле 1988 года был на охоте с сыном Я. С. Русановым в охотничьем хозяйстве «Нерусса» в Брянской области. Оставшись один на кордоне «Красный двор», Сергей Андреевич сгорел вместе с домом; считается, что пожар случился из-за взорвавшегося газового баллона. Похоронен на Митинском кладбище.

## Награды
- Знак почета
- 2 ордена Красной Звезды

## Сочинения
- О патогенезе осложнений люмбальной анестезии на операционном столе, Хирургия, № 9, стр. 55, 1938
- Огнестрельные ранения крупных кровеносных сосудов конечностей (По материалам финской кампании), Сборник научных трудов Ленинградского Красноармейского военного госпиталя, стр. 67, Ленинград, 1942
- О контроле результатов предоперационной тренировки коллатералей при травматических аневризмах, Хирургия, № 7, стр. 8, 1945
- Распознавание и лечение огнестрельных ранений кровеносных сосудов конечностей, дисс., Москва, 1950
- Особая примета. М.: Воениздат, 1957.
- О происхождении некоторых типичных ошибок в военной хирургической работе, Воен.-мед. журнал, № 9, стр. 35, 1957
- Первичный шов раны при комбинированных радиационных поражениях, Эксперим. хир., № 3, с. 55, 1957
- Комментарии к трудам Н. И. Пирогова, Начала общей военно-полевой хирургии и деятельность Николая Ивановича Пирогова во время Крымской войны 1853—1856 гг., в кн.: Пирогов Н. И. Собрание сочинений, том 5, стр. 543, Москва, 1961 (совместно с Семекой С. А.).